# Chemin de fer de Sakhaline
Le chemin de fer de Sakhaline (en russe : Сахалинская железная дорога) est une ancienne entreprise étatique, créée par les autorités japonaises au début du xxe siècle, filiale des Chemins de fer russes, qui a existé de 1992 à 2010 avant d'être rattachée au réseau des chemins de fer d'Extrême-Orient.

## Histoire

### Construction des chemins de fer

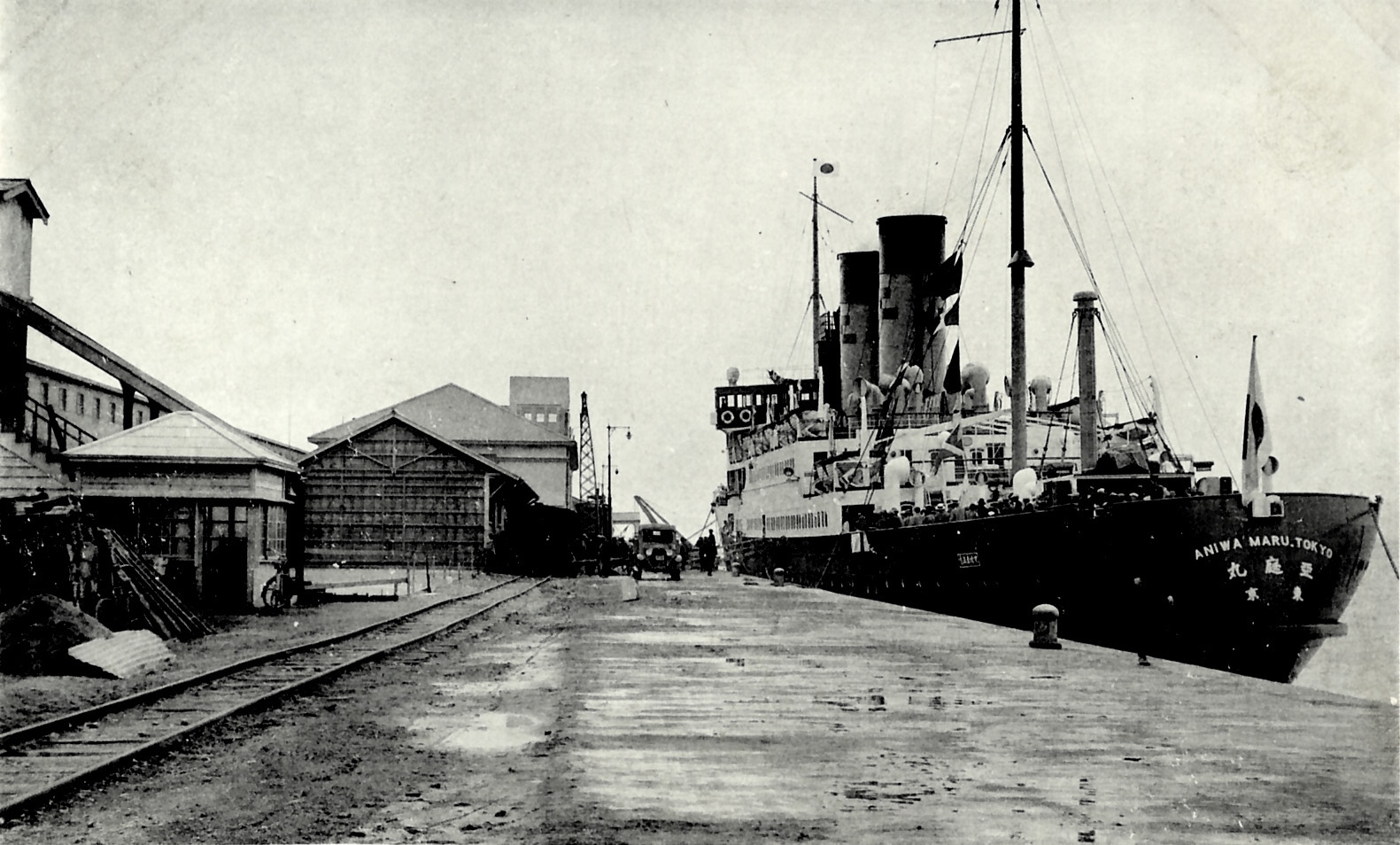
La gare maritime d'Otomari (Korsakov).

Le 23 août 1905, les délégations russe et japonaise signent le traité de Portsmouth, aux États-Unis, aux termes duquel la partie sud de Sakhaline au 50e parallèle fut cédée au Japon. Le Japon commença alors immédiatement la construction du chemin de fer à Sakhaline Sud et construisit un réseau ferroviaire vaste et assez moderne en moins de quarante ans. Ce réseau forma une longueur totale de plus de 700 km. En été 1906, les travaux de construction du premier chemin de fer à voie étroite furent commencés. Le premier embranchement fut construit entre Otomari (Korsakov) et Toekhara (Vladimirovka), pour une distance de 42 km. Le 1er novembre 1906, la ligne Toekhara - Kaizuka (Solovyovka) fut inaugurée. Le vice-consul russe Trautshold rapporta que les lignes avaient été construites à des fins militaires.
En 1907, la restructuration et l’amélioration de la ligne commença, passant d’une ligne de chemin de fer destinée à l'armée à une ligne de chemin de fer destinée aux passagers. En 1909, la ligne fut prolongée de 2,8 km au sud d’Otomari jusqu’au village de Poroantomara (qui constitue maintenant la limite de la ville de Korsakov dans la partie sud du port), où les travaux de construction des quais du port ont commencé. La longueur totale de la ligne Otomari - Toehara était alors de 46 km. 
De 1910 à 1915, des travaux furent menés afin de convertir la voie ferrée au standard japonais habituel de 1 067 mm, ce qui permettait d'utiliser des moteurs plus puissants et d'augmenter considérablement la capacité de la ligne. En juin 1911, la construction de la ligne de chemin de fer Toekhara - Sakaehama (Starodoubskaïa), d'une longueur de 53,5 km, fut achevée, en un temps record, à la fin de l'année. Cette ligne fut ensuite reliée à celle qui existait déjà entre Toekhara - Otomari, ce qui créait une liaison directe entre Otomari - Sakaehama, avec une ligne d’une longueur de 99,6 km.

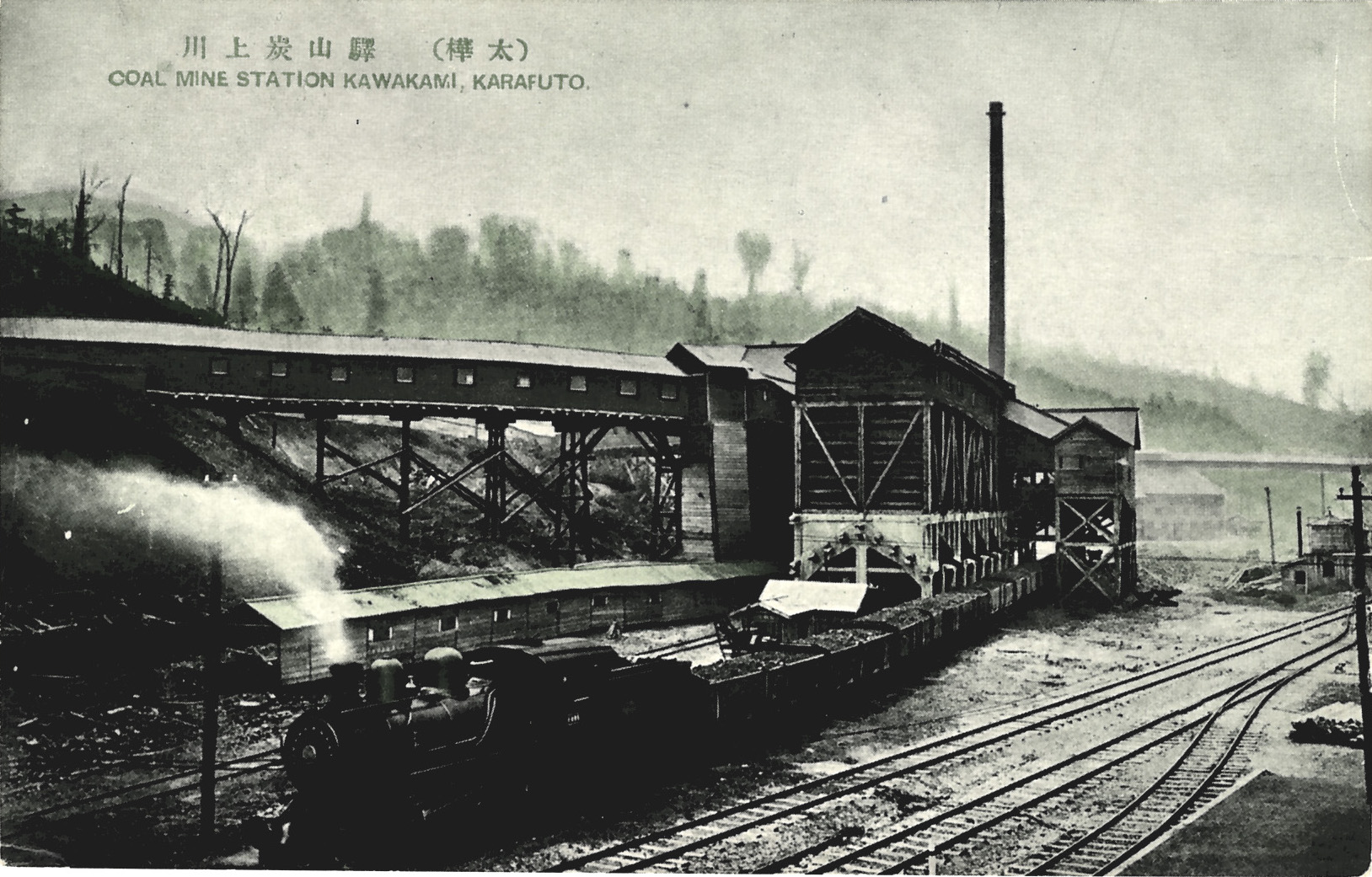
La gare de la mine de charbon de Kawakami (Sinegorsk).

En 1913-1914, une ligne secondaire reliant Kanuma (Novoaleksandrovsk) à Kawakami (Sinegorsk) acheminait du charbon à Toekharu et à Otomari. Au début des années 1920, les principales zones d'implantation des colons dans le sud de Sakhaline avaient été déterminées et les principaux centres industriels identifiés et desservis par des trains. En 1918, la construction d'une ligne de chemin de fer sud-nord le long de la côte du détroit de Tatary commença. En raison de pluies torrentielles et des conditions météorologiques pénibles, les voies s’affaissaient régulièrement. La voie ferrée longeait les montagnes, évitant ainsi les pentes abruptes. Le 11 octobre 1920, la ligne Khonto - Maoka fut ouverte et un an plus tard, en novembre 1921, le tronçon Maoka - Noda fut également ouvert aux trains. En 1921, une ligne de chemin de fer reliant la gare de Noda à Tomarioru fut mise en service, suivie d'une section jusqu'à la gare de Kussyunay (Ilinsk) en 1937, près de l'isthme de Poyasok, dans la partie la plus étroite de l'île.

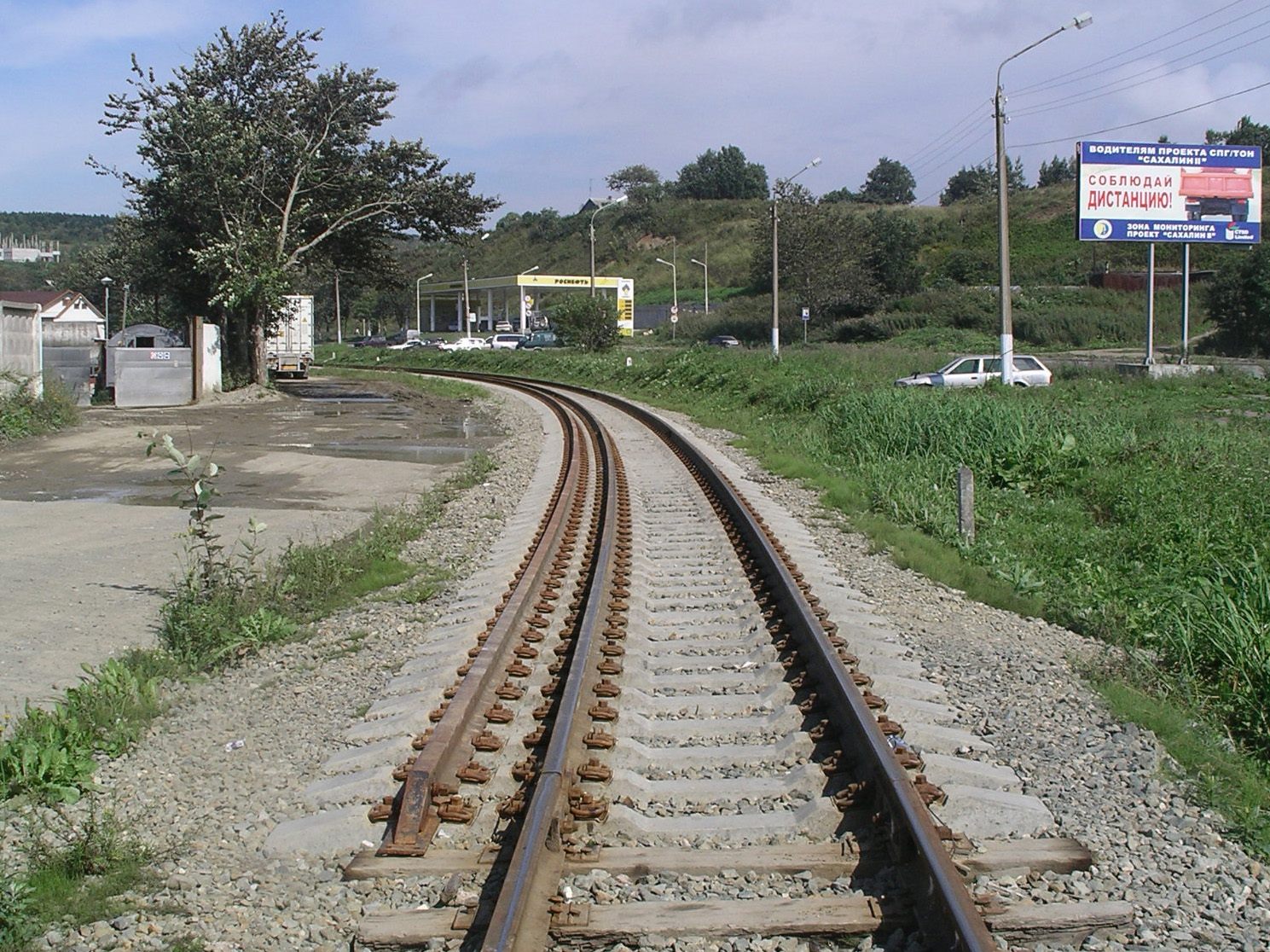
En 2007, les écartements russe et japonais cohabitent encore.

Après la Seconde Guerre mondiale l'Union soviétique prend possession de toute l'île de Sakhaline, y compris ses voies ferrées avec le matériel roulant. Celui-ci reste en service jusque dans les années 2000. Les wagons et locomotives soviétiques mis en service dans cette période sont modifiés au gabarit japonais et le réseau atteint en 1992 une longueur de 1 072 km. De 2003 à 2019, les voies ferrées sont successivement converties au gabarit russe de 1 520 mm.
En 2010 le réseau des Sakhaline est incorporé à celui d'Extrême-Orient au vu de sa trop faible importance et malgré le fait que l'entreprise étatique soit insulaire. Ce rattachement est le résultat d'un souhait formel du président de la Fédération.

## Projets et état actuel
De nombreux projets de rénovation ont vu le jour afin de moderniser les chemins de fer. Même si la compagnie est désormais rattachée à celle d'Extrême-Orient, elle continue à avoir son existence propre. 

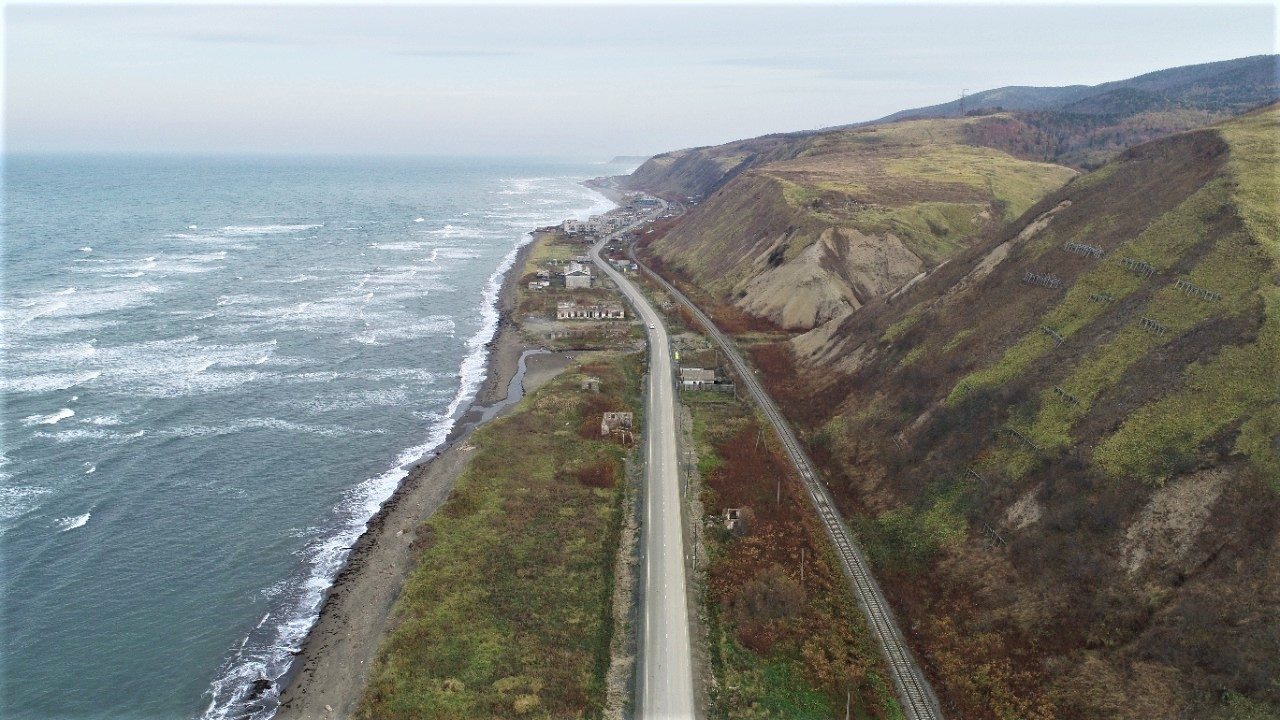
Vue aérienne de la côte occidentale de l'île à Baïkovo, la voie ferrée est visible le long de la route 64H-3.

Des projets d'achat de nouveaux trains ont été adoptés et des RA-3 ont été achetés afin de moderniser le réseau. Le premier train de type RA-3 desservira la ligne Ioujno-Sakhalinsk - Korsakov. Les nouveaux véhicules remplaceront à terme les trains diesel de type 2 fabriqués au Japon, livrés par Fuji Heavy Industries en 1986. L'île de Sakhaline pourrait devenir la deuxième région de Russie à utiliser ce type de bus ferroviaires après l’oblast de Moscou. Le RA-3 railbus est un tout nouveau type de matériel roulant de banlieue, construit à présent par Metrovagonmash, filiale de Transmashholding. Les premières unités seront livrées à la Compagnie des Usagers du Métro en août pour desservir les lignes de banlieue de la région de Moscou. Les nouveaux bus ferroviaires peuvent être assemblés dans une composition comprenant des unités multiples à deux et six voitures. Ensuite les unités pourront être envoyées sur l'île.
La modernisation complète du réseau est ainsi estimée à 2020. 
Des projets de ponts ou de tunnel ont également été envisagés afin de rejoindre l'île sous pavillon japonais, plus au sud. En effet Hokkaido n'est située qu'à 40 km des frontières de la fédération de Russie. Des projets de ponts ou de tunnel ont également été envisagés entre la Russie continentale et l'île.